# Islamitisch Cultureel Centrum van Valencia
Het Islamitisch Cultureel Centrum van Valencia (ook wel Grote Moskee van Valencia genoemd) is een moskee is de stad Valencia, de hoofdstad van de gelijknamige Spaanse autonome regio Valencia. De moskee werd gefinancierd door Koeweit en staat onder het gezag van de Organisatie van Arabische Steden. De moskee werd in 1994 geopend en heeft een koepel en een minaret.